# Guldbaggegalan 2007
Den 42:a Guldbaggegalan, som belönade svenska filmer från 2006, sändes från Cirkus, Stockholm den 22 januari 2007.

## Vinnare och nominerade
| Bästa film | Bästa regi |
| --- | --- |
| - Förortsungar – Peter Holthausen och Pontus Sjöman - Farväl Falkenberg – Anna Anthony - Storm – Karl Fredrik Ulfung                                                                      | - Ylva Gustavsson och Catti Edfeldt – Förortsungar - Jesper Ganslandt – Farväl Falkenberg - Anders Nilsson – När mörkret faller |
| Bästa kvinnliga huvudroll | Bästa manliga huvudroll |
| - Haddy Jallow – Säg att du älskar mig - Oldoz Javidi – När mörkret faller - Amanda Ooms – Sök                                                                                            | - Gustaf Skarsgård – Förortsungar - Jonas Karlsson – Offside - Anastasios Soulis – Underbara älskade                            |
| Bästa kvinnliga biroll | Bästa manliga biroll |
| - Lia Boysen – Sök - Lena Endre – Göta kanal 2 – kanalkampen - Lena Nyman – Att göra en pudel                                                                                             | - Anders Ahlbom Rosendahl – Wallander – Hemligheten - Peter Engman – När mörkret faller - David Johnson – Farväl Falkenberg     |
| Bästa manuskript | Bästa foto |
| - Ylva Gustavsson och Hans Renhäll – Förortsungar - Jesper Ganslandt och Fredrik Wenzel – Farväl Falkenberg - Anders Nilsson – När mörkret faller                                         | - Linus Sandgren – Storm - Crille Forsberg – Om Gud vill - Peter Gerdehag – Hästmannen                                          |
| Bästa dokumentärfilm | Bästa kortfilm |
| - Vikarien – Åsa Blanck och Johan Palmgren - Alice och jag – Rebecka Rasmusson - Jag minns Håkan Alexandersson – Carl Johan De Geer                                                       | - Aldrig som första gången – Jonas Odell - Mannen som inte kom någonstans – Peter Larsson - Tillväxtsjukan – Klara Swantesson   |
| Bästa prestation ljud | Bästa prestation bild |
| - Fabian Torsson, för musiken i Förortsungar | - Marina Krig, för scenografin i Tusenbröder - Återkomsten                                                                      |
| Bästa utländska film | Hedersguldbaggen |
| - De andras liv – Florian Henckel von Donnersmarck - Att återvända – Pedro Almodóvar - Babel – Alejandro González Iñárritu                                                                | - Nils-Petter Sundgren, för sin långa karriär som filmrecensent.                                                                |
| Gullspira | Biopublikens pris |
| - Catti Edfeldt, för sina insatser för svensk barn- och ungdomsfilm. | - Underbara älskade - Offside - Storm                                                                                           |
| Ingmar Bergman-priset - Angela Kovacs, med motiveringen: "En skådespelerska med enorm entusiasm. Priset ska ses som en uppmaning till landets regissörer att använda sig av denna kvinna" | |